# Stati Generali del 1308
Gli stati generali del 1308 furono convocati da re Filippo IV di Francia a Poitiers il 25 marzo del 1308 ma si riunirono solamente il 5 maggio sino al 15 maggio dello stesso anno nella città di Tours.

## Le premesse: la lotta ai Templari
Nel dicembre del 1306 il Gran maestro dell'Ordine templare Jacques de Molay partì dal castello di Yourmasoya a Cipro, quartier generale dei cavalieri Templari dopo la caduta della rocca di San Giovanni d'Acri, per recarsi in Francia. Egli accolse l'invito di papa Clemente V a partecipare ad una riunione con il re di Francia Filippo IV il Bello al fine di valutare una nuova crociata in Terrasanta. Il Gran Maestro dell'Ordine dei Templari ebbe sentore di un deteriorarsi dei rapporti tra il Tempio e la corona di Francia a seguito della rimozione di Jean de Tours, persona vicina al sovrano, dall'incarico di tesoriere parigino dell'Ordine per aver ceduto al re una somma di denaro senza alcuna autorizzazione.
Dopo neanche un anno, il 13 ottobre 1307, vennero arrestati in tutta la Francia 546 cavalieri Templari che, colti di sorpresa, non opposero alcuna resistenza e furono condotti in 20 differenti luoghi di detenzione. Il pontefice, in un primo momento restio, cedette alle pressioni di Filippo IV ed emanò il decreto Pastoralis Praeminentiae con cui pose sotto sequestro della Chiesa i beni dei Templari.

## La convocazione degli Stati generali
Re Filippo IV convocò gli Stati Generali a Poitiers prima, e in seguito a Tours, chiedendo all'assemblea l'approvazione dell'iniziativa dello smantellamento dell'Ordine dei Templari. Le accuse mosse ai Templari sono gravi e articolate: la ricusazione di Gesù Cristo, celebrazioni di riti blasfemi con annesso vilipendio di oggetti sacri, adorazione di animali, idolatria, uso illecito dei poteri sacerdotali, commercio di schiavi cristiani sotto il regno di Luigi IX il Santo. Gli Stati Generali decisero:
- la soppressione dell'Ordine e la condanna definitiva dei Templari, con l'annessione di tutti i beni al regno di Francia;

- l'apertura di un processo per eresia ai danni del defunto pontefice Bonifacio VIII, predecessore di Clemente V,

## Conseguenze: dalla pergamena di Chinon al rogo del 1314
Papa Clemente V era, nonostante tutto, ancora convinto di poter salvare i Templari e annettere l'ordine a quello degli Ospitalieri di San Giovanni. La Pergamena di Chinon, redatta nella città francese tra il 17 e il 20 agosto 1308 dichiarò il perdono all'ordine e il loro reintegro nella comunità cattolica mentre venne pianificata una drastica riforma interna dell'Ordine.
Filippo il Bello, mossa la propria diplomazia, fece sospendere l'Ordine per evitare un pericolo alla Chiesa e con la bolla Faciens Misericordiam venne istituita una commissione d'inchiesta, ciò nonostante fu dichiarata nulla l'accusa di eresia. Alla fine dell'anno 1309 i lavori delle commissioni diocesane sul processo all'Ordine cominciano, ma sono rade le testimonianze pro o contro il Tempio: la commissione fu affidata all'arcivescovo Philippe de Marigny, fedelissimo al re di Francia.
I lavori procedettero sino al 5 giugno 1311: papa Clemente V indisse il Concilio di Vienne la cui decisione, letta nella sessione solenne del 3 aprile 1312 con la bolla Vox in excelso, fu che dalle risultanze non si poté procedere giuridicamente, ma a causa dei sospetti l'Ordine venne soppresso per via amministrativa.
Sempre dichiaratosi innocenti e ribadendo la giustizia e la santità della regola del Tempio, il gran maestro Jacques de Molay e il precettore di Normandia Geoffrey de Charnay vennero condannati al rogo sull'isoletta di Pont Neuf della Senna il 18 marzo 1314.
La leggenda tramandata dal rogo narra di maledizioni lanciate dal Gran Maestro nei confronti di coloro che avevano tramato contro un ordine tanto immacolato: papa Clemente V morì il 20 aprile, re Filippo IV il 29 novembre, il cancelliere del re Guglielmo di Nogaret a dicembre, l'arcivescovo Philippe de Marigny nel febbraio del 1315.